# Plebicula minor
Plebicula minor är en fjärilsart som beskrevs av Pionneau 1929. Plebicula minor ingår i släktet Plebicula och familjen juvelvingar. Inga underarter finns listade i Catalogue of Life.